# پادشاه جی ژو
جیلی (به چینی: 季历) رهبر ژو پیش‌دودمان در زمان دودمان شانگ در چین باستان بود. پسرش، پادشاه ون، و نوه‌اش، پادشاه وو، دودمان شانگ را شکست دادند و دودمان ژو را تأسیس کردند. پس از مرگش به وی، عنوان پادشاه داده شد و اکثر اوقات جی، پادشاه ژو (به چینی: 周王季) نامیده می‌شود.
جیلی کوچک‌ترین پسر پادشاه تای بود. سیما چیان نوشته‌است که او و پسرش هر دو به دلیل خرد خود مشهور بودند و این شهرت باعث شد تا برادران بزرگ‌ترش تایبو و ژونگ‌یانگ داوطلبانه از ادعاهای خود برای تاج و تخت چشم‌پوشی کنند و به تعبید در وو بروند.
سوابق تاریخی باقی مانده او را در سفر به پایتخت شانگ برای تسلیم شدن به وو یی و دریافت زمین، یشم و اسب در ۱۱۱۸ پ. م نشان می‌دهد. در سال ۱۱۱۷ پ. م، او ۲۰ «پادشاه» قبایل گویی رونگ را اسیر کرد. در طول سلطنت پادشاه شانگ، ون دینگ، او توسط یانجینگ رونگ شکست خورد اما موفق شد یووو (余无)، هو (呼) و شیتو (翳徒) رونگ را تحت سلطه خود درآورد. پس از شکست قبیله ژیتو، ون دینگ عصبی شد و به او خیانت کرد و قبل از فرستادن او به محلی به نام سایکو (塞库) به او خیانت کرد، و جیلی توسط نیروهای شانگ کشته شد.
همسر جیلی تای رن (太任) بود. تای رن، همراه با جیانگ یوان (مادر هو جی جد پدری جیلی)، توسط سیما چیان به عنوان دو زن مسئول موفقیت ژو معرفی شدند. او از مکانی به نام ژی (摯) آمده بود و با خانواده سلطنتی شانگ ارتباط داشت.
جیلی حداقل سه پسر داشت. پسر ارشد پادشاه ون بود که پسرش پادشاه وو دودمان ژو چین را با شکست شانگ در نبرد مویه تأسیس کرد. پادشاه وو به دومین پسر بزرگ در گوئو شرقی و سومین پسر بزرگ در گوئو غربی ملک و املاک داد.